# Le Jackpot de Noël
Le Jackpot de Noël (Christmas in Wonderland) est un film de Noël américain réalisé par James Orr. Il a été projeté en salles le 9 novembre 2007 dans quelques villes américaines (ex. : Baltimore, Orlando (Floride), Raleigh, Saint-Louis (Missouri) et Los Angeles) et au Canada, puis diffusé à la télévision le 20 décembre 2008 sur ABC Family.

## Synopsis
Au cours d'un après-midi destiné à l'achat des cadeaux de Noël, la famille Saunders va trouver un sac rempli de billets, argent qui aurait pu les aider pour cette fin d'année difficile. C'est le début des achats en série pour les cadets, Brian et Mary, mais des criminels pas si méchants que ça, vont alors tenter de récupérer leur argent en essayant de retrouver les deux petits acheteurs.

## Fiche technique
- Titre original : Christmas in Wonderland
- Titre français : Le Jackpot de Noël
- Titre alternatif : Papa, j'ai dévalisé le Père Noël
- Réalisation : James Orr (en)
- Scénario : Wanda Birdsong Shope
- Photographie : Duane Manwiller
- Montage : Jana Fritsch
- Musique : Terry Frewer
- Son : Jason Courtepatte, Christopher Cleator, Garrell Clark, Gerry Clarke et Stephen Cheung
- Genre : comédie
- Durée : 95 minutes
- Dates de sortie : 
  - États-Unis : 9 novembre 2007 (sortie limitée au cinéma)
  - France : 1er décembre 2010 (en DVD)

## Distribution
- Patrick Swayze (VF : Richard Darbois) : Wayne Saunders
- Matthew Knight (VF : Yohan Millet) : Brian Saunders
- Chris Kattan (VF : Patrick Mancini) : Leo Cardoza
- Carmen Electra (VF : Rafaèle Moutier) : Ginger Peachum
- Cameron Bright (VF : Simon Koukissa) : Danny Saunders
- Preston Lacy (VF : Jérôme Pauwels) : Sheldon Cardoza
- Amy et Zoe Schlagel : Mary Saunders
- Tim Curry (VF : Vincent Grass) : Gordon McLoosh
- Marty Antonini : Elliot Block
- MacKenzie Porter : Shane
- Matthew Walker (en) : M. Nicholas

Sources et légende : Version française selon le carton de doublage français.